# Erección

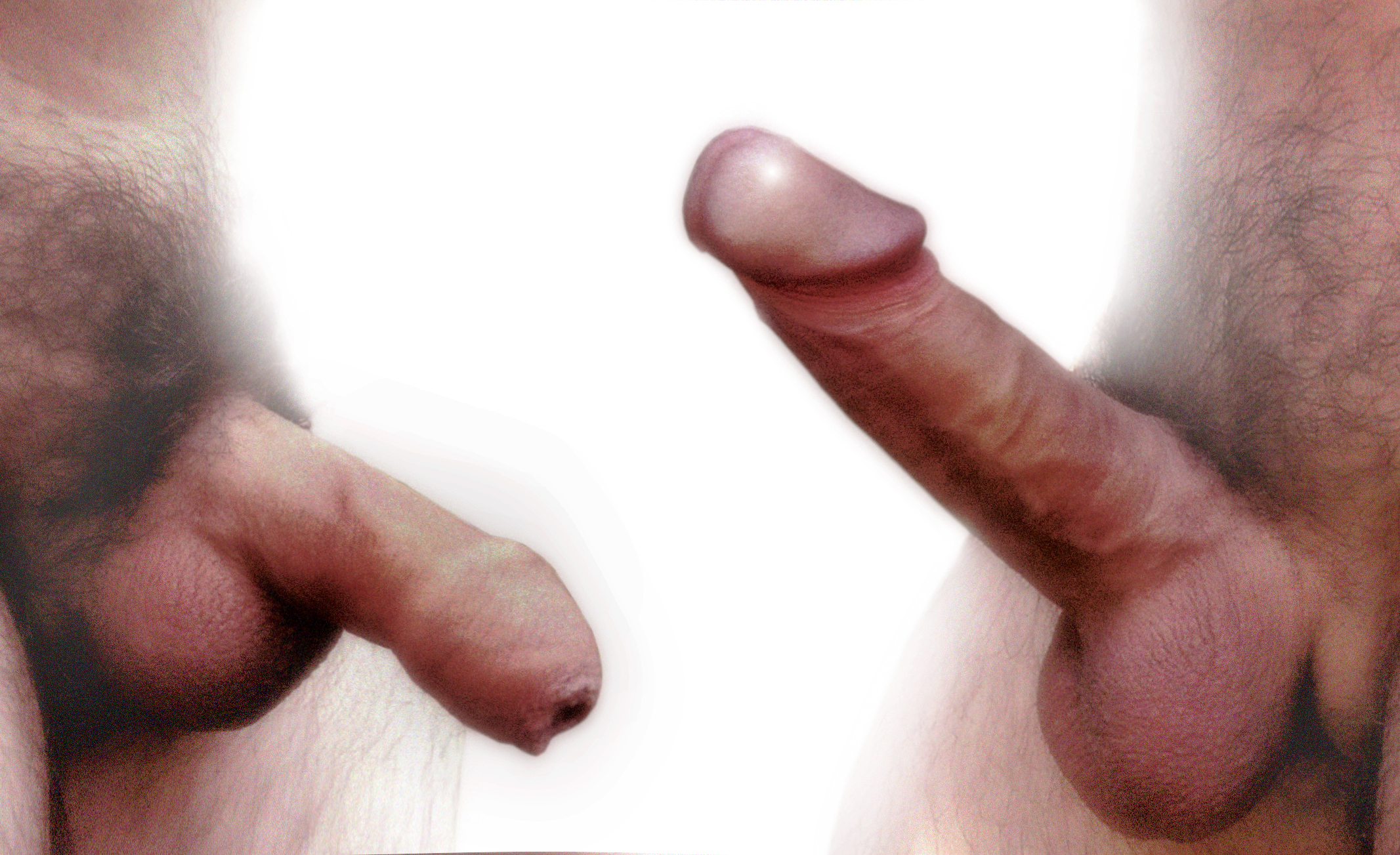
Un pene en erección media (izquierda) y uno totalmente erecto (derecha).

La erección (del latín erectio, acción de erguir o erigir) es el endurecimiento del pene, del clítoris, de los pezones, con agrandamiento y estado firme. Su consecución depende de complejas interacciones psicológicas, neurales, vasculares y endocrinas. El término también se aplica al proceso que lleva a este estado. La erección del pene permite al varón el coito y la masturbación.

## Mecanismo de la erección
El pene contiene dos cámaras llamadas cuerpos cavernosos, las cuales ocupan el largo del órgano. Un tejido esponjoso llena las cámaras. Los cuerpos cavernosos están rodeados por una membrana, llamada túnica albugínea. El tejido esponjoso contiene músculos lisos, tejidos fibrosos. La albugínea ayuda a atrapar la sangre en los cuerpos cavernosos y con ello sostiene la erección. Cuando los músculos del pene se contraen para parar el flujo de entrada de la sangre y abrir el flujo de salida de los canales, la erección se revierte.

### Forma y tamaño
Un pene erecto puede tomar un número de diferentes formas y ángulos, desde un tubo recto en un ángulo de 45-90°, o con una curvatura a izquierda o derecha, o arriba o abajo. Una fuerte curvatura peneana, conocida como enfermedad de Peyronie, puede remediarse usualmente con cirugía. Generalmente el tamaño de un pene erecto se fija genéticamente, a través de la vida, y poco puede hacerse para incrementarlo sin modificar sus tejidos directamente a través de la "cirugía" peneana.

### Erección involuntaria pública
Mientras que los púberes experimentan y exploran sus erecciones privadas, sin causar ningún quebrantamiento social, una erección pública está severamente cuestionada y estigmatizada, aun en sociedades contemporáneas. Posiblemente se lo vincula a un desorden psicológico no deseado por la sociedad. Generalmente, la mayoría de los niños que están entrando a la pubertad son los máximos exponentes a experimentar una erección descontrolada y que les produce intensa turbación. Pero puede ocurrir en cualquier momento de la vida, en el peor momento en público, debido a una reacción involuntaria, posiblemente exacerbada por la ropa interior excesivamente ceñida que cause estimulación por rozamiento. Con el tiempo los niveles hormonales bajan y los adultos y jóvenes dejan de ser tan sensibles a erecciones en momentos socialmente inoportunos, como primeras citas de pareja sin acercamiento sexual, en baños públicos o en cambiadores de clubes masculinos.
Existe una prevención e imposibilitación física directa de la erección masculina, posible por el uso de ropa interior elástica apretada, shorts de compresión de atletas, suspensorios, y vaqueros apretados colocando el pene flácido en una posición descendente en la bolsa. Si ocurriera una erección, el tejido textil ajustado y elástico impide el aumento de la presión sanguínea interna, constriñendo su agrandamiento y alargamiento; así se previene que la erección se haga visible, sin causar daño al pene restringido.

## Erección clitórea
El clítoris es el homólogo anatómico del pene, y los mecanismos fisiológicos y psicológicos de su erección son similares.
La erección del clítoris suele formar parte de la excitación sexual de la mujer, pero debido a que mucha de su anatomía permanece dentro de su capuchón, puede no ser tan obvio para la pareja.

El sistema del tejido eréctil.

## Erección del punto G
El punto de Gräfenberg es una pequeña zona del área genital de las mujeres que se encuentra por dentro de la vagina, detrás del hueso púbico y alrededor de la uretra. Durante la excitación sexual, el área alrededor del punto G se hincha, haciéndolo más prominente y fácil de estimular. La estimulación del punto G (a través de la pared frontal de la vagina) puede propiciar en muchas mujeres un orgasmo más vigoroso y prolongado, y es posiblemente la causa de la eyaculación femenina.
Muchos sexólogos aconsejan a las mujeres incapaces de lograr un orgasmo el considerar la estimulación del punto G como técnica sexual. Esto se puede lograr de manera manual, por medio de vibradores o utilizando posturas sexuales que facilitan la estimulación del pene a la pared frontal de la vagina. Por ejemplo, posturas de penetración desde atrás.

## Erección de pezones
La erección de pezones, y frecuentemente de toda la mama: 
- Forma parte de la fase de respuesta sexual a la excitación. Comienza en una parte temprana de la excitación sexual en mujeres y en hombres.
- Ocurre en la mujer durante el amamantamiento.

Ambos procesos son causados por la emisión sanguínea de oxitocina. Esta erección también la pueden causar las bajas temperaturas ambientales, en ambos sexos. Allí se debe a una respuesta táctil al frío, mucho más que nada vinculado a los preliminares sexuales. 
La erección de pezones no se debe a la erección de tejidos, sino a la contracción de músculos lisos, bajo el control del sistema nervioso autónomo.